# 18e parallèle nord
Pour les articles homonymes, voir 18e parallèle.
En géographie, le 18e parallèle nord est le parallèle joignant les points de la surface de la Terre dont la latitude est égale à 18° nord.

## Géographie

### Dimensions
Dans le système géodésique WGS 84, au niveau de 18° de latitude nord, un degré de longitude équivaut à 105,905 km ; la longueur totale du parallèle est donc de 38 126 km, soit environ  95,1% de celle de l'équateur. Il en est distant de 1 991 km et du pôle Nord de 8 011 km,.
Comme tous les autres parallèles à part l'équateur, le 18e parallèle nord n'est pas un grand cercle et n'est donc pas la plus courte distance entre deux points, même situés à la même latitude. Par exemple, en suivant le parallèle, la distance parcourue entre deux points de longitude opposée est 19 063 km ; en suivant un grand cercle (qui passe alors par le pôle nord), elle n'est que de 16 022 km.

### Durée du jour
À cette latitude, le soleil est visible pendant 13 heures et 13 minutes au solstice d'été, et 11 heures et 3 minutes au solstice d'hiver.